# Chiesa di San Cristoforo (Grancia)
La chiesa di San Cristoforo è un edificio religioso che si trova a Grancia, in Canton Ticino.

## Storia
Ricostruito nel 1591 sul luogo di un precedente edificio, nel 1670 venne radicalmente trasformato, occasione in cui venne anche ruotato l'asse della chiesa verso nord.

## Descrizione
La chiesa ha una pianta ad unica navata suddivisa in due campate ed affiancata da due cappelle laterali, sormontata da diverse cupole.